# Piosenki o miłości (film)
Piosenki o miłości – polski muzyczny melodramat filmowy z 2021 w reżyserii Tomasza Habowskiego. Tematem filmu jest romans aspirującego muzyka z wyższych sfer (Tomasz Włosok) oraz prowincjonalnej kelnerki (Justyna Święs, wokalistka zespołu The Dumplings).
Piosenki o miłości zdobyły szereg nagród, w tym Nagrodę Główną w konkursie polskich filmów fabularnych na Międzynarodowym Festiwalu Kina Niezależnego „Off Camera” oraz Nagrodę im. Stanisława Różewicza na Koszalińskim Festiwalu Debiutów Filmowych „Młodzi i Film”. Nagradzano też m.in. debiut Święs. 

## Fabuła
Historia opowiada o Robercie, aspirującym muzyku z warszawskiej rodziny artystycznej, który próbuje wyrwać się z cienia swojego znanego ojca-aktora. Młody człowiek pragnie udowodnić swoją wartość, tworząc własną muzykę i zdobywając niezależność twórczą. Los stawia na jego drodze Alicję, skromną dziewczynę z prowincji, która pracuje jako kelnerka, a w wolnym czasie rozwija swój talent wokalny.
Ich znajomość rozpoczyna się podczas ekskluzywnego przyjęcia, gdzie ona pracuje w obsłudze, a on bawi się jako gość. Wspólna pasja do muzyki zbliża do siebie tę niepasującą parę, jednak różnice społeczne i osobiste ambicje stają się źródłem napięć. Robert, uwikłany w rodzinne oczekiwania i własne marzenia o sukcesie, musi zmierzyć się z dylematem: czy wykorzystać talent Alicji dla realizacji własnych celów, czy budować autentyczną relację.

## Obsada
Źródło: Filmpolski.pl
- Tomasz Włosok jako Robert
- Justyna Święs jako Alicja
- Andrzej Grabowski jako ojciec Roberta
- Patrycja Volny jako Kamila, siostra Roberta
- Krzysztof Zalewski jako Krzysiek
- Iga Krefft jako Antonina

## Produkcja
Reżyser Piosenek o miłości, Tomasz Habowski, wywodził się z klasy robotniczej i nie wykształcił się przedtem w żadnej szkole filmowej. W filmie zawarł swoje doświadczenia z wejścia w warszawski show business (m.in. pracy scenariuszowej nad licznymi odcinkami telenoweli Na Wspólnej). Aby zrealizować swój debiut reżyserski, Habowski za radą kolegi ze Szkoły Wajdy postanowił ubiegać się o dofinansowanie własnego projektu w ramach mikrobudżetu; film kosztował zaledwie 700 tysięcy złotych. Jako inspirację dla swojego debiutu Habowski wskazywał dzieła francuskiej Nowej Fali, przede wszystkim François Truffauta i Jean-Luca Godarda.
W doborze aktorów i kontakcie z nimi wydatnie pomogła Habowskiemu producentka Marta Szarzyńska. Przed castingiem jednak Habowski napisał teksty piosenek do filmu, współpracując z Kamilem Kryszakiem (zob. sekcja Ścieżka dźwiękowa). Początkowo myślał o obsadzeniu w roli Alicji zawodowej aktorki, lecz po pierwszej scenie próbnej z Justyną Święs – piosenkarką znaną przedtem z twórczości muzycznej w ramach zespołu The Dumplings – zdecydował się obsadzić właśnie ją. Na planie Święs partnerował Tomasz Włosok, a rolę ojca aktora zgodził się odegrać Andrzej Grabowski.
Film kręcono przeważnie w Warszawie (przedszkole przy ul. Mariana Langiewicza 1/3, klub Niebo przy ul. Nowy Świat 21, Teatr Dramatyczny przy Placu Defilad 1, Studio w Dobrym Tonie przy ul. Dominikańskiej 9), wykorzystano też lokalizację w Michałowicach w powiecie pruszkowskim.

## Ścieżka dźwiękowa
| Piosenki o miłości (Muzyka z filmu) | Piosenki o miłości (Muzyka z filmu)                             | Piosenki o miłości (Muzyka z filmu) |
| Nr                                  | Tytuł utworu                                                    | Długość                             |
| ----------------------------------- | --------------------------------------------------------------- | ----------------------------------- |
| 1.                                  | „Wszystko” (feat. Justyna Święs)                                | 4:32                                |
| 2.                                  | „Wołają znów” (feat. Justyna Święs)                             | 3:30                                |
| 3.                                  | „Nie jestem Alicją” (feat. Justyna Święs [Wojtek Frycz Rework]) | 2:59                                |
| 4.                                  | „Zimny ogień” (feat. Justyna Święs)                             | 3:08                                |
| 5.                                  | „Jakie to ładne” (feat. Justyna Święs)                          | 2:52                                |
| 6.                                  | „Nie jestem Alicją” (feat. Justyna Święs)                       | 2:45                                |
| 7.                                  | „Ochota”                                                        | 4:40                                |
| 8.                                  | „R”                                                             | 3:19                                |
| 9.                                  | „Gdy śpiewa”                                                    | 3:20                                |
|                                     |                                                                 | 31:05                               |

Ścieżkę dźwiękową do filmu opracował Kamil Kryszak; za wokal do utworów z soundtracku odpowiadała Justyna Święs. Płyta ze ścieżką dźwiękową została wydana 25 marca 2022 roku nakładem wytwórni odpowiedzialnej za film, Kinhouse.

## Odbiór
Odbiór Piosenek o miłości był przeważnie pozytywny. Z pochwałami spotkała się gra aktorska, szczególnie debiut Święs w głównej roli żeńskiej. Karolina Chmiel z portalu OldCamera.pl pisała, że „wokalistka tchnęła w postać Alicji pewną niewinność, która znika, gdy tylko bohaterka staje przy mikrofonie, zamyka oczy i zaczyna śpiewać”. Adrian Hirsch w recenzji dla portalu Popkulturowcy również stwierdził, że Święs „nie tylko pokazała swój jakże ogromny talent wokalny, ale i ujawniła drugi, czyli ten aktorski”. Agnieszka Pilacińska w tekście dla Pełnej Sali chwaliła również występ Włosoka, który jej zdaniem „gra z typową dla siebie charyzmą, dobrze portretując rozpieszczonego chłopaka, który kiedy kończy mu się bajera, potrafi uczciwie spojrzeć w lustro”. Dominik Jedliński z Onetu cenił sobie także grę Grabowskiego, który „zawłaszcza ekran dla siebie, gdy tylko się pojawia”.
Choć z pochwałami spotkała się również muzyka, krytykowano sam scenariusz, z zastrzeżeniem, że jego banał nadrabia forma. Hirsch przyznał, że historia prezentowana w filmie „nie jest niczym odkrywczym”, dodawał jednak, że film „nie ukrywa swojej prostoty, czyniąc z niej swój atut”. Zdaniem Pilacińskiej reżyser „nie podjął większego ryzyka w konstruowaniu fabuły i postaci”, czyniąc konflikty w filmie równie czarno-białymi jak zdjęcia autorstwa Weroniki Bilskiej. Damian Jankowski w recenzji dla Filmweba przekonywał jednak, że pomimo oczywistych odniesień do filmów takich jak Narodziny gwiazdy „reżyserowi udało się uzyskać lekkość i zachować stosowny ciężar”, a w samych tekstach piosenek uchwycić ducha poezji Juliana Tuwima – „i czułość, i ironię, i gniew, i rozpacz”.

## Nagrody
| Rok  | Festiwal/instytucja                                     | Nagroda                                                                        | Nominowani       | Wynik     |
| ---- | ------------------------------------------------------- | ------------------------------------------------------------------------------ | ---------------- | --------- |
| 2021 | Festiwal Polskich Filmów Fabularnych                    | Nagroda w Konkursie Filmów Mikrobudżetowych                                    | Tomasz Habowski  | Wygrana   |
| 2021 | Świdnicki Festiwal Filmowy „Spektrum”                   | III miejsce                                                                    | Tomasz Habowski  | Wygrana   |
| 2021 | Fundacja Kino                                           | Nagroda im. Zbyszka Cybulskiego                                                | Tomasz Włosok    | Nominacja |
| 2022 | Międzynarodowy Festiwal Kina Niezależnego „Off Camera”  | Nagroda Główna w Konkursie Polskich Filmów Fabularnych                         | Tomasz Habowski  | Wygrana   |
| 2022 | Międzynarodowy Festiwal Kina Niezależnego „Off Camera”  | Nagroda Krajowej Izby Producentów Audiowizualnych                              | Marta Szarzyńska | Wygrana   |
| 2022 | Tarnowska Nagroda Filmowa                               | Nagroda „Nadzwyczajna”                                                         | Weronika Bilska  | Wygrana   |
| 2022 | Fundacja im. Weroniki Migoń                             | Nagroda im. Weroniki Migoń                                                     | Paulina Albiniak | Wygrana   |
| 2022 | Koszaliński Festiwal Debiutów Filmowych „Młodzi i Film” | Nagroda im. Stanisława Różewicza za reżyserię                                  | Tomasz Habowski  | Wygrana   |
| 2022 | Koszaliński Festiwal Debiutów Filmowych „Młodzi i Film” | Nagroda za debiut aktorski                                                     | Justyna Święs    | Wygrana   |
| 2022 | Lubuskie Lato Filmowe                                   | Srebrne Grono                                                                  | Tomasz Habowski  | Wygrana   |
| 2022 | Festiwal Filmowy „Opolskie Lamy”                        | Wyróżnienie w Konkursie Filmów Fabularnych                                     | Tomasz Habowski  | Wygrana   |
| 2023 | Festiwal Filmowy „Script Fiesta” w Warszawie            | Nagroda Główna w konkursie na najlepszy scenariusz polskiego filmu fabularnego | Tomasz Habowski  | Wygrana   |